# Adem Draganovic
Adem Draganovic (* 29. August 2000 in Hohenems) ist ein österreichischer Fußballspieler.

## Karriere
Draganovic begann seine Karriere beim SCR Altach. Im Mai 2017 debütierte er gegen den TSV St. Johann für die Amateure der Altacher in der drittklassigen Regionalliga. Im selben Monat spielte er zudem erstmals für die Drittmannschaft Altachs. In der Saison 2017/18 kam er nicht zum Einsatz, 2018/19 spielte er dreimal für die Zweit- und siebenmal für die Drittmannschaft.
Zur Saison 2019/20 wechselte er in die Schweiz zur fünftklassigen Zweitmannschaft des FC Wil. Für Wil II kam er zu zehn Einsätzen in der 2. Liga interregional. Im Jänner 2020 verließ er Wil wieder. Nach einem halben Jahr ohne Verein kehrte Draganovic zur Saison 2020/21 nach Österreich zurück und schloss sich dem Zweitligisten FC Dornbirn 1913 an. Sein Debüt in der 2. Liga gab er im März 2021, als er am 17. Spieltag jener Saison gegen den SK Austria Klagenfurt in der 85. Minute für Aaron Kircher eingewechselt wurde. Nach insgesamt vier Zweitligaeinsätzen verließ er Dornbirn nach der Saison 2020/21.
Nach einer Spielzeit ohne Verein kehrte er zur Saison 2022/23 nach Altach zurück. Für die Altach Juniors kam er zu 21 Einsätzen in der Eliteliga. Zur Saison 2023/24 wechselte Draganovic nach Deutschland zum fünftklassigen BSV Rehden. Für Rehden absolvierte er 21 Spiele in der Oberliga. Zur Saison 2024/25 zog er weiter nach Nordmazedonien zum Erstligisten KF Besa Dobërdoll. Für den Verein kam er zu elf Einsätzen in der Prva Makedonska Liga, aus der das Team aber abstieg. Daraufhin verließ er Besa nach der Saison 2024/25 wieder.